# 漢斯-克里斯蒂安·施密德
漢斯-克里斯蒂安·施密德（德語：Hans-Christian Schmid）是一位德國電影導演。

## 生平
漢斯-克里斯蒂安·施密德曾以《曙光乍洩》(2003)、《靈界線》(2006)、《控訴風暴》(2009)與《週末回家》(2012)四度進入柏林影展正式競賽單元，並憑藉《曙光乍洩》與《靈界線》獲得費比西國際影評人獎。

## 電影作品
- 1998年：《死亡密碼23》(23 – Nichts ist so wie es scheint)
- 2000年：《瘋狂（德语：Crazy (Film)）》(Crazy)
- 2003年：《曙光乍洩》(Lichter)
- 2006年：《靈界線（德语：Requiem (Film)）》(Requiem)
- 2009年：《控訴風暴（德语：Sturm (2009)）》(Sturm)
- 2012年：《週末回家（德语：Was bleibt (2012)）》(Was bleibt)

## 外部連結
- 漢斯-克里斯蒂安·施密德在互联网电影资料库（IMDb）上的資料（英文）